# Militärschokolade (Schweiz)

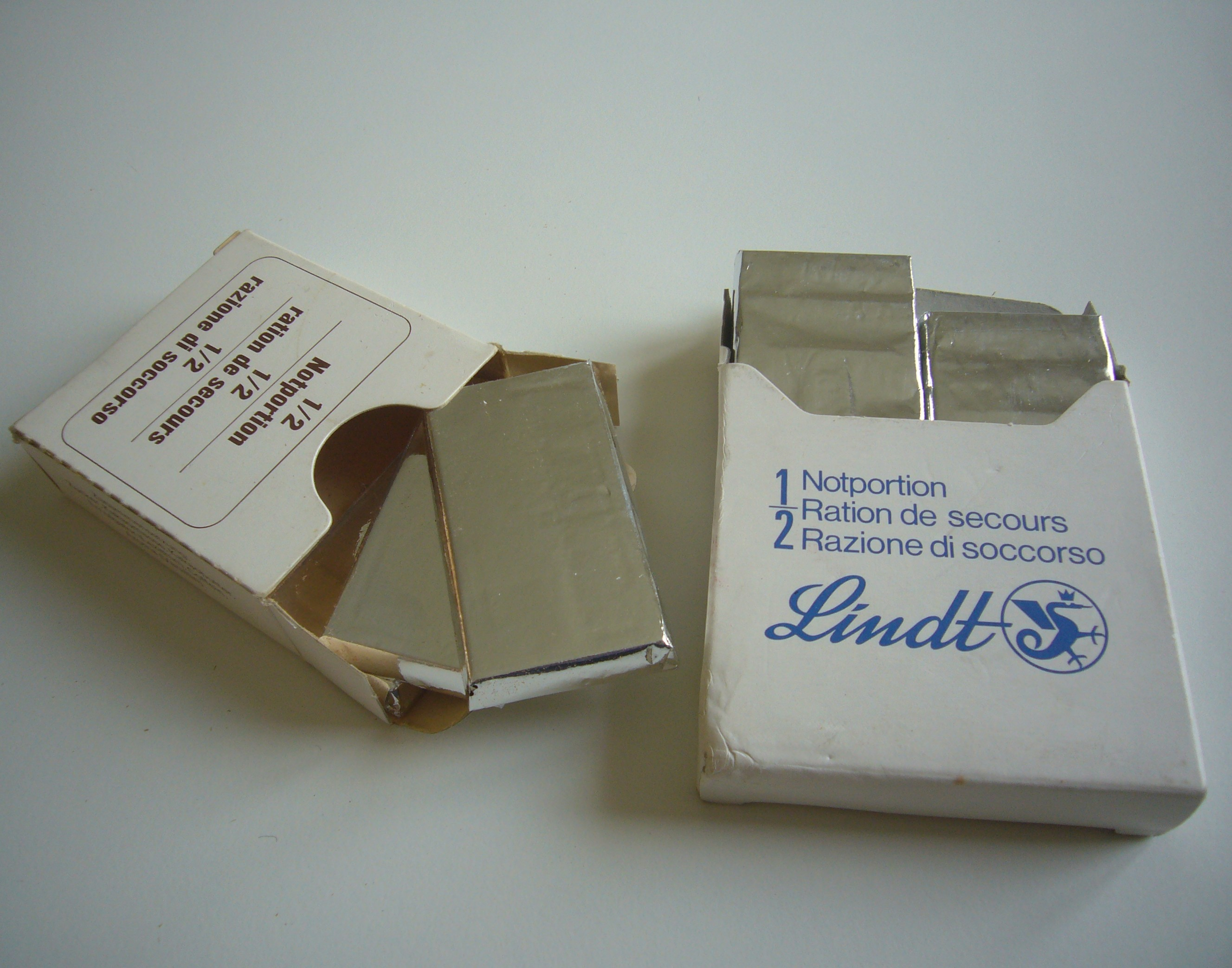
Schweizer Militärschokoladen – halbe Notportionen je von Frey und Lindt

Die Militärschokolade (französisch chocolat militaire, italienisch cioccolato militare, rätoromanisch tschigulatta da militar) ist ein Verpflegungsbestandteil der Schweizer Armee.

## Geschichte

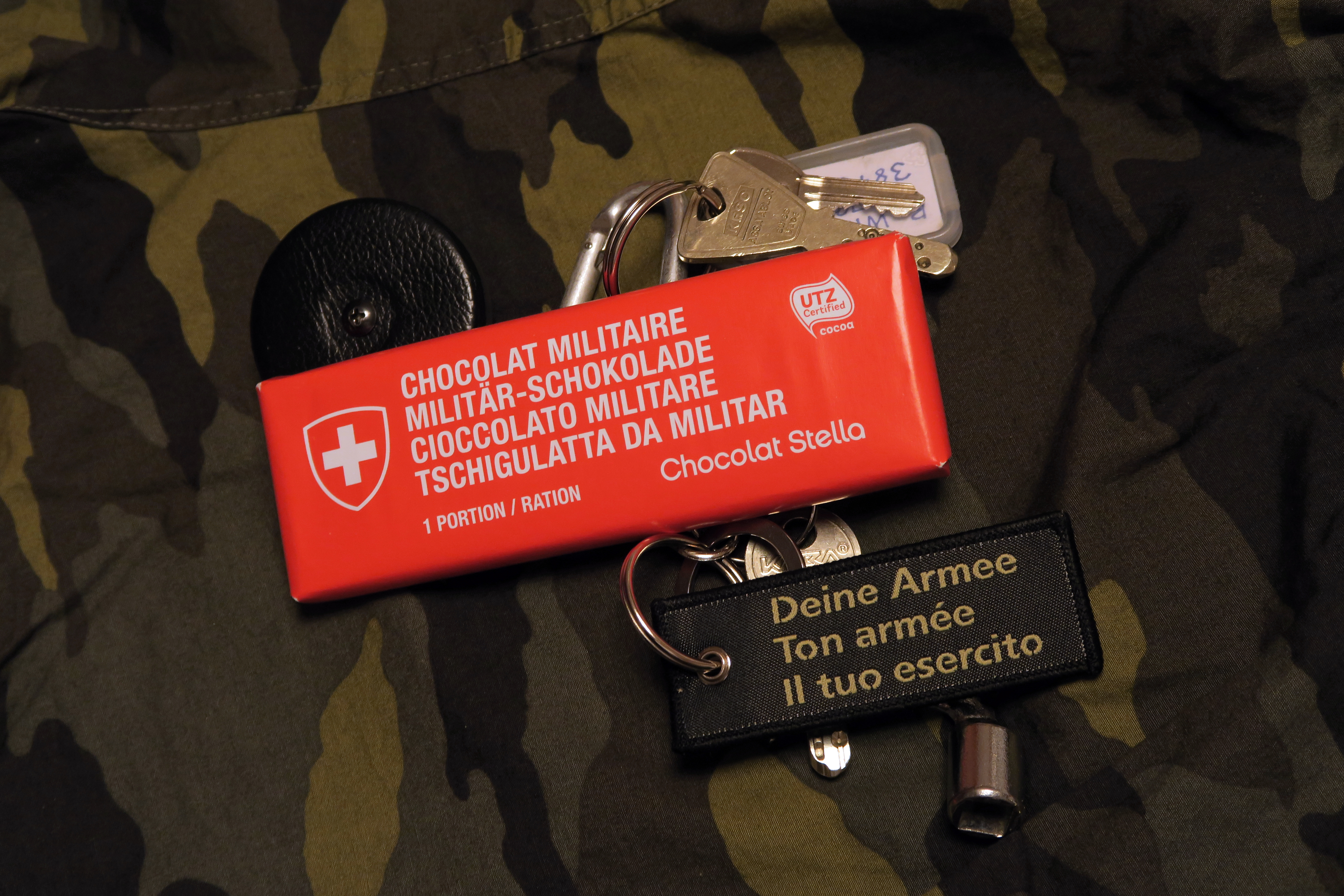
Notportion (50 g) im neueren Format

Die Militärschokolade hatte in der Schweizer Armee die offizielle Bezeichnung Notportion (ration de secours bzw. razione di soccorso bzw. raziun da reserva). Es handelte sich dabei um schwarze Zartbitterschokolade. Eine Notportion umfasste zwei weisse Kartonboxen, diese Kartonboxen waren mit einer transparenten Kunststofffolie umhüllt. Die zwei Kartonboxen waren verbunden, konnten jedoch durch eine Perforation einfach getrennt werden in halbe Notportionen. Jede halbe Notportion bestand wiederum aus 6 Einzeltafeln. Diese Militärschokolade wurde von mehreren Unternehmen hergestellt, so z. B. von Chocolat Villars und Chocolat Stella.
Seit Jahrzehnten ist die Militärschokolade Teil der Grundverpflegung von Schweizer Soldaten. Nebst den Militärbiscuits ist sie beliebt bei Schulkindern, die diese von Soldaten geschenkt bekommen. Die Militärschokolade hat damit einen gewissen Kultstatus erreicht.
Grund dafür war, dass die Truppen ihren Pflichtkonsum verbrauchen mussten; das heisst, die Lager wurden auf diese Weise erneuert, was bei der Schokolade ein kleineres Problem war als bei den Biscuits. Die Fouriere der Truppen hatten dafür zu sorgen, dass eine Notportion pro Armeeangehörigem und etwa 20 Tagen Dienst verbraucht wurden.
Mit der Zeit wurde auch eine Schokoladentafel zu 50 g in einer roten Papierverpackung eingeführt sowie ein Milchschokoladenriegel zu 50 g in roter Kunststoffverpackung. Dieser war beliebter als die Notportionen, jedoch nicht in der gleichen Menge verfügbar. Dies führte zum Gerücht, dass diese Schokolade nur für Offiziere sei. Daraus entstand die inoffizielle Bezeichnung Offiziersschokolade. Die Militärschokolade hat mittlerweile die Notportion abgelöst. Die Notportionen sind nicht mehr Teil der offiziellen Armeeverpflegung. Per 1. Mai 2005 wurde die frühere schwarze Schokolade von der Tessiner Firma Chocolat Stella SA ausgemustert. Der Hersteller im Tessin produziert die Originalrezeptur aber weiter und verkauft sie an zivile Abnehmer.
Chocolat Stella bietet die Militärschokolade derzeit als Teil der Firmengruppe Chocolat Stella Bernrain in drei verschiedenen Sorten an:
1. Milchschokolade mit Cornflakes
2. Schokolade mit Kakaonibs
3. Milchschokolade mit Caramel & Salz

## Geschützte Marke
Seit 2013 soll der Schutz der Marke Swiss Army gemäss Auftrag des Parlaments durchgesetzt werden. Vom Handelsgericht Bern wurde im April 2016 einem Schokoladenhersteller die Verwendung des Markennamens Swiss Army ohne entsprechende Lizenz untersagt.

## Nährwerte und Zutaten
Schokolade mit Cornflakes
Nährwerte für 100 g
- Brennwert 2165 kJ (518 kcal)
- Protein 8 g
- Kohlenhydrate 58 g
- Fett 28 g

Zutaten

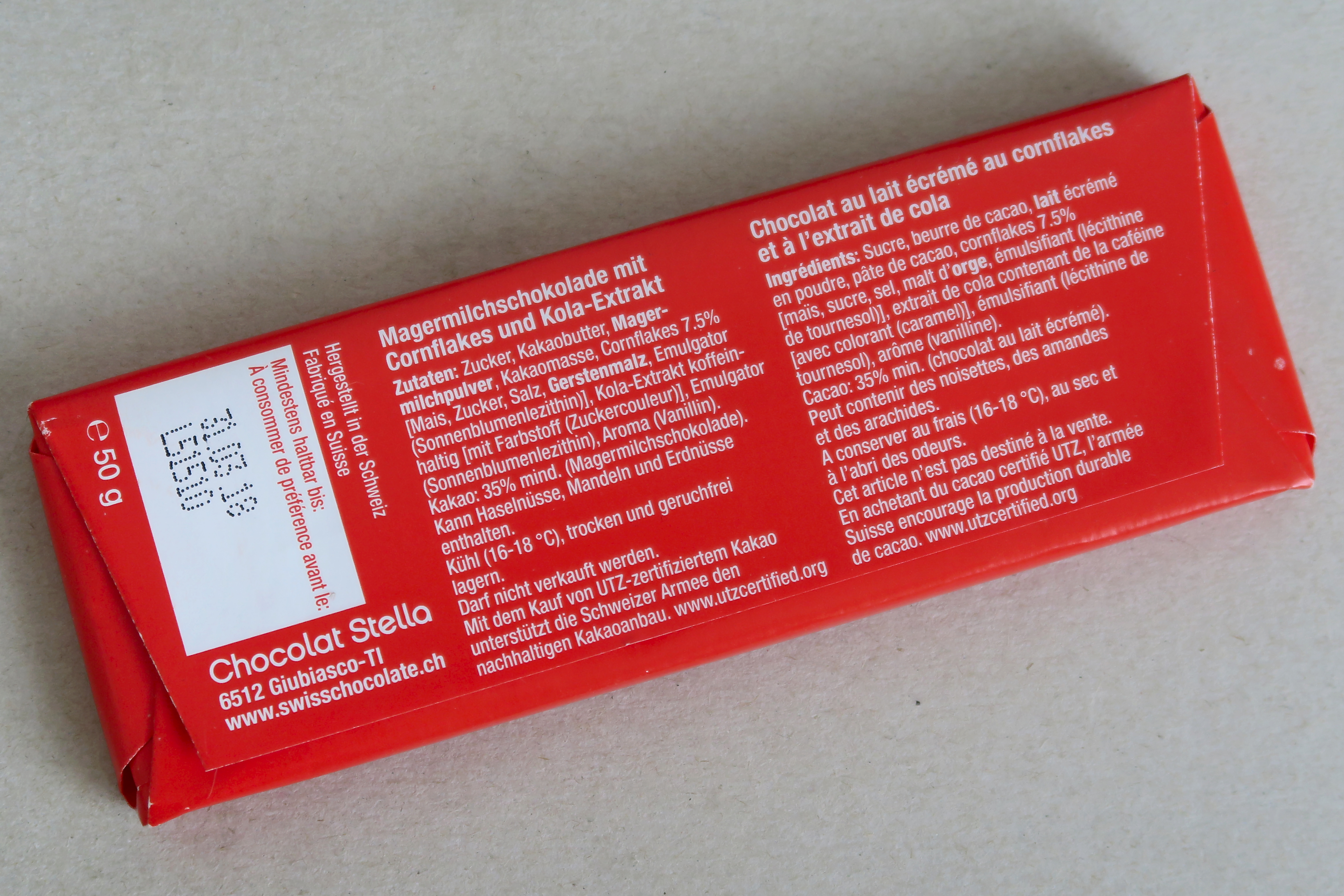
Zutatenbeschreibung auf der Packungsrückseite

Zucker, Kakaobutter, Magermilchpulver, Kakaomasse, Cornflakes 7,5 % (Mais, Zucker, Salz, Emulgator Sonnenblumenlecithin), Emulgator Sonnenblumenlezithin, Aroma, Kakao mindestens 35 % (Magermilchschokolade).

Schokolade mit Kakaonibs
Nährwerte für 100 g
- Brennwert 2197 kJ (528 kcal)
- Protein 6,5 g
- Kohlenhydrate 45 g
- Fett 34 g

Zutaten
Kakaomasse, Zucker, Kakaogranulat 7,5 %, Kakaobutter, Emulgator Sonnenblumenlezithin, Aroma. Kakao mindestens 53 % (Schokolade).

Schokolade mit Caramel & Salz
Nährwerte für 100 g
- Brennwert 2165 kJ (518 kcal)
- Protein 7,7 g
- Kohlenhydrate 58 g
- Fett 28 g

Zutaten
Zucker, Kakaobutter, Magermilchpulver, Kakaomasse, Caramelstücke 10 % (Rohrzucker, Vollmilchpulver, Butter, Glucosesirup), Emulgator Sonnenblumenlezithin, Meersalz, Aroma. Kakao mindestens 35 % (Magermilchschokolade).